# 扁圆石蝴蝶
扁圆石蝴蝶（学名：Petrocosmea oblata）为苦苣苔科石蝴蝶属下的一个种。

## 扩展阅读
- 維基物種上的相關：扁圆石蝴蝶